# Tawarovo raménko

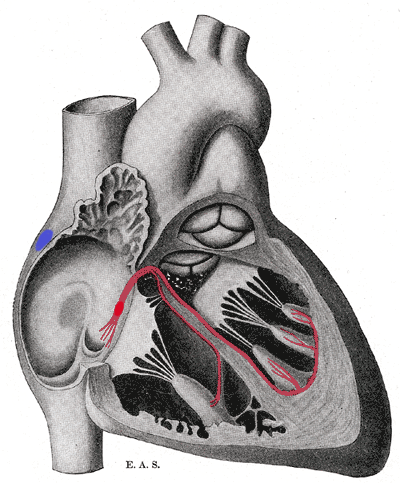
Hisův svazek a jeho dělení na Tawarova raménka

Tawarovo raménko je součást převodního systému srdečního, který na srdci zajišťuje vznik a převod vzruchu po srdečních oddílech. Rozeznává se pravé a levé Tawarovo raménko, na tyto se dělí Hisův svazek v horní části mezikomorové přepážky srdeční.
Pravé Tawarovo raménko převádí vzruch na pravou komoru, levé se dělí na přední svazek (fasciculus anterior) a zadní svazek (fasciculus posterior) a převádí vzruch na mezikomorovou přepážku a levou komoru. Tawarova raménka se následně ve svalovině komor dělí na Purkyňova vlákna.
 Pojmenována jsou podle japonského patologa Sunao Tawary.
Šíření vzruchu Tawarovými raménky podmiňuje vzhled komplexu QRS (komorového komplexu) na EKG. Předpokladem normálního tvaru a šíře QRS komplexu (do 0,12 sekundy) je (kromě nepostižené svaloviny komor) také normální vedení Tawarovými raménky. Za patologických stavů může docházet k poruše vedení vzruchu některým z ramének (prodloužení či úplnému přerušení vedení), mluví se o blokádě Tawarova raménka (či zkráceně raménkové blokádě). Vzruch se pak po svalovině komor šíří abnormální cestou a překážku vedení obchází přes buňky pracovního myokardu (nikoliv tedy po buňkách specializovaných pro vedení vzruchu). To má za následek zpomalené vedení vzruchu po svalovině komor až poruchu synchronizace stahu pravé a levé komory. Na EKG se projeví rozšířením QRS komplexu a změnou jeho tvaru, které je daný typ blokády charakteristická.